# Parafia św. Michała Archanioła w Krzyżowicach
Parafia św. Michała Archanioła w Krzyżowicach – rzymskokatolicka parafia w dekanacie pawłowickim.

## Historia
Została utworzona w 1316 roku.
Została wymieniona w sprawozdaniu z poboru świętopietrza sporządzonym przez archidiakona opolskiego Mikołaja Wolffa w 1447 pośród 25 parafii archiprezbiteratu (dekanatu) w Żorach pod nazwą Creyschdorff.
W dokumencie biskupim z 1318 roku wymieniono ks. Quiriniusa, rektora kościoła w Krzyżowicach, z kolei rachunek świętopietrza z 1447 roku wymienia 25 parafie, wśród nich Krzyżowice, gdzie pierwszym proboszczem parafii miał być Quiriniusz. Te dwa dokumenty pozwalają przypuszczać, że pierwszym proboszczem parafii był właśnie ks. Quiriniusz.

## Proboszczowie
- ks. Krystian Franciszek Jurovius
- ks. Jerzy Augustyn Boscius
- ks. Adam Franciszek Panus (1722–1728)
- ks. Franciszek Józef Morys (1728), administrator
- ks. Jerzy Aleksander Niestroy (1728–1739)
- ks. Franciszek Moryś (1740–1752)
- ks. Kazimierz Wodecki (1752), administrator
- ks. Wacław Michał Glomers (1752–1765)
- ks. Ignacy Alojzy Skrzyszowski (1765–1802)
- ks. Antoni Zombek (1802–1803), administrator
- ks. Stanisław Kosmol (1803–1828)
- ks. Michał Kuss (1828–1829), administrator
- ks. Andrzej Gilge (1829–1831)
- ks. Baltazar Zimmermann (1832–1844)
- ks. Franciszek Wycisło (1845–1857)
- ks. Franciszek Ksoll (1858), administrator
- ks. Augustyn Rogier (1858–1865)
- ks. Rudol Giemsa (1865–1878)

1878–1884 wakat na probostwie w Krzyżowicach
- ks. Albin Żołądek (1884–1886)
- ks. Herman Fuchs (1886–1904)
- ks. Maksymilian Rieger (1904–1907), administrator
- ks. Ignacy Pawelke (1907), administrator
- ks. Konstanty Kubitza (1907–1938)
- ks. Franciszek Kuboszek, administrator (1938–1939), proboszcz (1939-1976)
- ks. Rudolf Gaweł (1976–2000)
- ks. Jan Grzegorzek (2000–2012)
- ks. Krzysztof Kępka (2012–2017)
- ks. Zdzisław Tomziński (od 2017)[2]